# Jerzy Popiełuszko
Jerzy Popiełuszko -pronunciado: jɛʐɨ popʲɛwuʂko- o Jorge Popiełuszko en español (Okopy, cerca de Suchowola, 14 de septiembre de 1947-Wloclawek, 19 de octubre de 1984) fue un sacerdote católico y activista laboral polaco, asociado con el sindicato Solidarność. Fue asesinado por la agencia de inteligencia interna comunista operada por los soviéticos, la Służba Bezpieczeństwa.

## Biografía

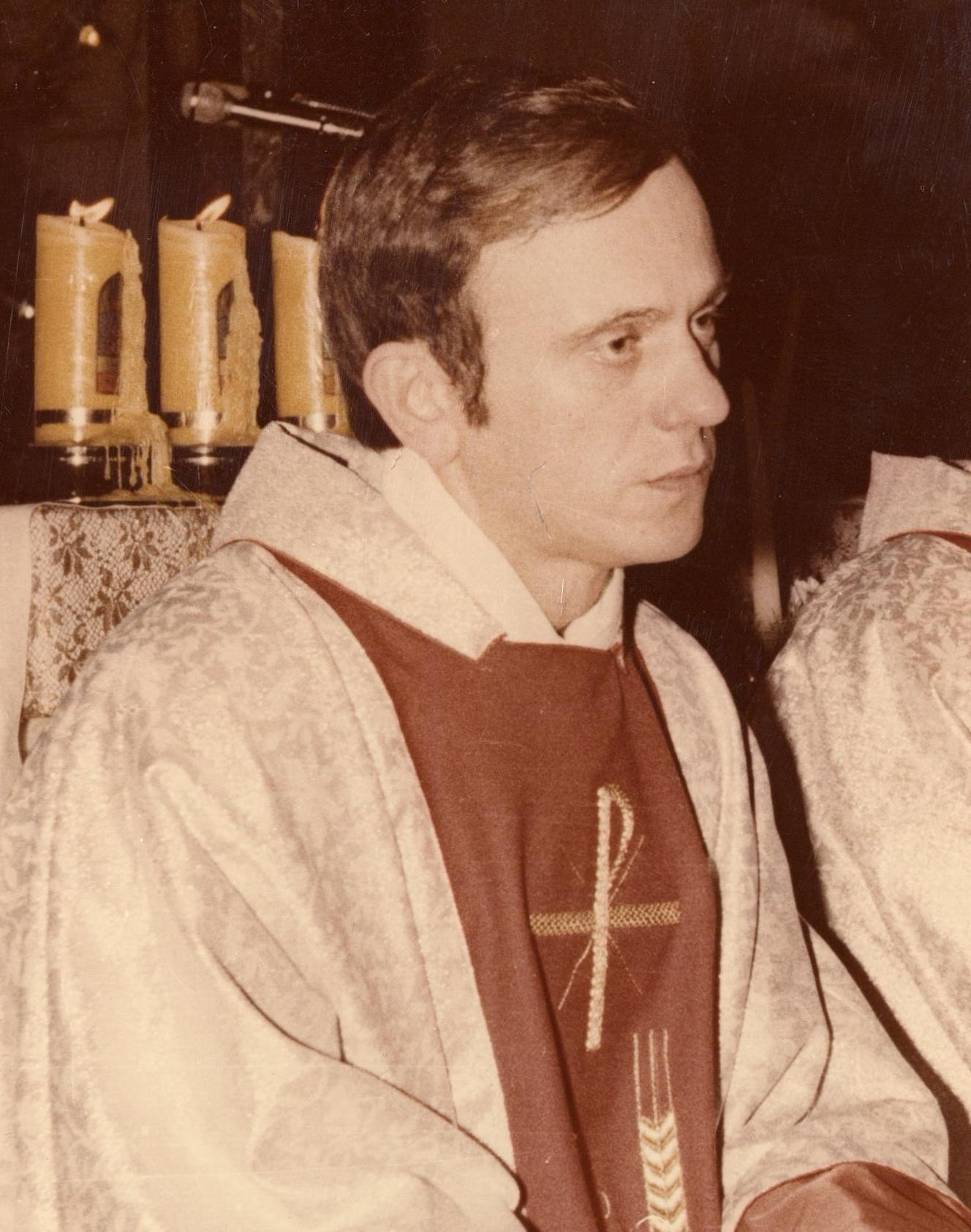
Popieluszko

Jerzy Popiełuszko era un sacerdote carismático que fue primero enviado a los huelguistas en la fábrica de acero de Varsovia. Luego, se asoció con trabajadores y sindicalistas del movimiento Solidaridad, quienes se oponían al régimen comunista polaco. En sus sermones, intercalaba exhortaciones espirituales con mensajes políticos que criticaban el sistema comunista y motivaban a las personas a protestar. Durante el periodo de vigencia de la ley marcial, la Iglesia católica fue la única fuerza que pudo tener una voz de protesta comparativamente abierta, con la celebración regular de misas que presentaban oportunidades para las reuniones públicas en las iglesias.
Las manifestaciones políticas estaban prohibidas por entonces por el régimen, pero las misas de Popiełuszko llegaban a congregar cada semana a 30 000 personas, y su parroquia de San Estanislao de Kotska se convirtió en centro neurálgico de la resistencia pacífica. Sus sermones eran normalmente transmitidos por Radio Free Europe, con lo cual se volvió famoso a lo largo de toda Polonia por su postura crítica contra el régimen. La Służba Bezpieczeństwa trató de silenciarlo o intimidarlo. Cuando estas técnicas no funcionaron, fabricaron evidencia contra él. Así, fue arrestado en 1983, pero fue pronto liberado por la intervención del clero y perdonado por una amnistía.

### Asesinato

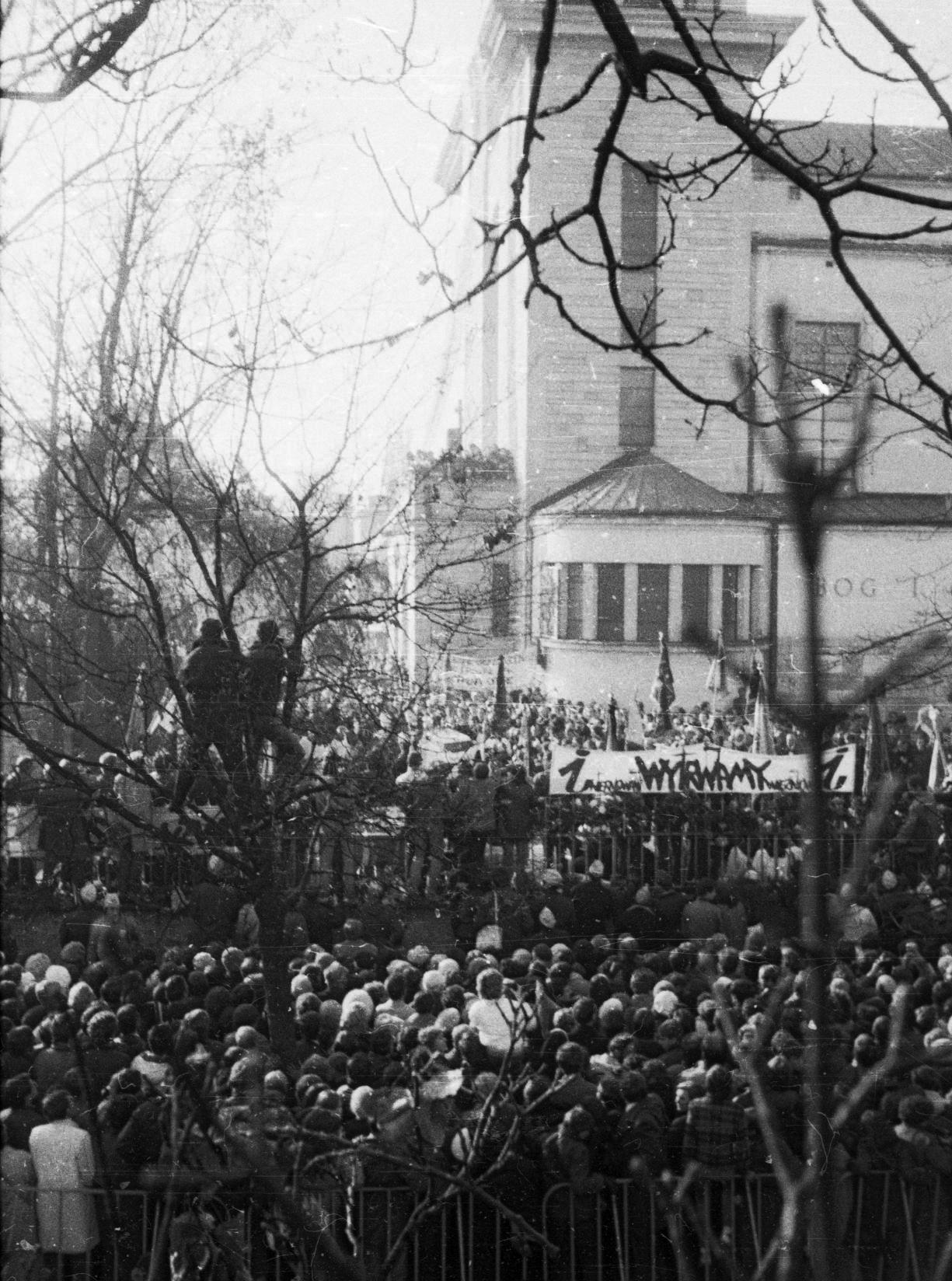
Funeral de Jerzy Popiełuszko

Se escenificó un accidente automovilístico para asesinar a Jerzy Popiełuszko el 13 de octubre de 1984, pero logró escapar con vida. El plan alternativo era secuestrarlo y fue llevado a cabo el 19 de octubre de 1984. El sacerdote fue golpeado por tres oficiales de la policía de seguridad. Luego,  todavía con vida fue lanzado al interior del Reservorio del río Vístula, cerca de Włocławek, atándole un saco con piedras en su interior para que su cuerpo no flotara, sus restos fueron recuperados el 30 de octubre de 1984.
Las noticias del asesinato político causaron una conmoción en toda Polonia y los asesinos y uno de sus superiores fueron condenados por el crimen. El funeral fue oficiado por el cardenal primado de Polonia, Jozef Glemp en la iglesia de San Estanislao de Kostka el 3 de noviembre de 1984. Asistieron 300 000 personas, congregando a los líderes de la oposición a la dictadura, incluyendo Lech Wałęsa. A pesar del asesinato y de sus repercusiones, el régimen comunista permaneció en el poder hasta 1989.
El conocido compositor polaco Andrzej Panufnik escribió su Bassoon Concerto (1985) en memoria de Popiełuszko. El documental de Ronald Harwood La muerte deliberada de un sacerdote polaco fue estrenado en el teatro Almeida en Londres en octubre de 1985, como un escenificación del juicio a los asesinos de Popieluszko. La película Conspiración para matar a un cura (1988) está basada en dicho asesinato, aunque se ha cambiado el nombre del sacerdote muerto (en la película se llama «Alek»).

## Culto

### Beatificación

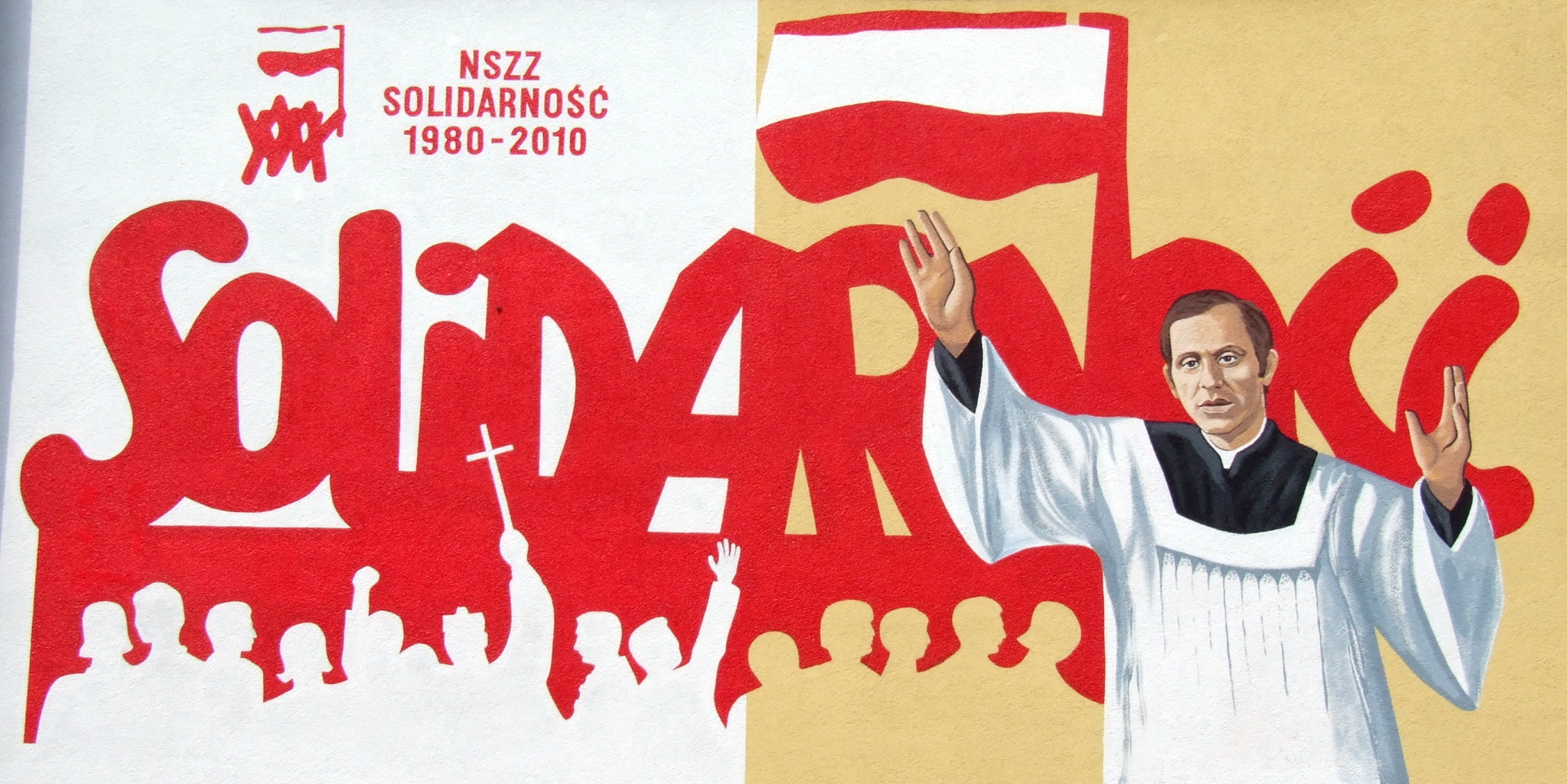
Mural conmemorando los 40 años de Solidranosc, con Popieluzko en la parte derecha

Óleo de Popieluszko, por Zbigniew Kotyłło.

En 1997, la Iglesia católica inició el proceso para su beatificación bajo la dirección de su compatriota el papa Juan Pablo II. En 2008 se le concedió el estatus de siervo de Dios. El 19 de diciembre de 2009 se anunció la aprobación por el papa Benedicto XVI del decreto papal de beatificación.
Fue declarado beato el 6 de junio de 2010, en una ceremonia celebrada en la plaza Pilsudski de Varsovia, en presencia de su madre, Marianna Popiełuszka, que había cumplido 100 años en los días previos a la ceremonia. En conmemoración al evento, Poland Post emitió un conjunto de sellos postales en honor a Popiełuszka.

### Proceso de canonización
En 2014 el obispo de la diócesis de Créteil, sufragánea de la arquidiócesis de París, Michel Santier, anunció oficialmente la apertura de la investigación para la canonización del padre Popieluszko. Se reportó un presunto milagro atribuido a su intercesión en Francia, y a la fecha su proceso sigue abierto.